# Зибе, Йозефина

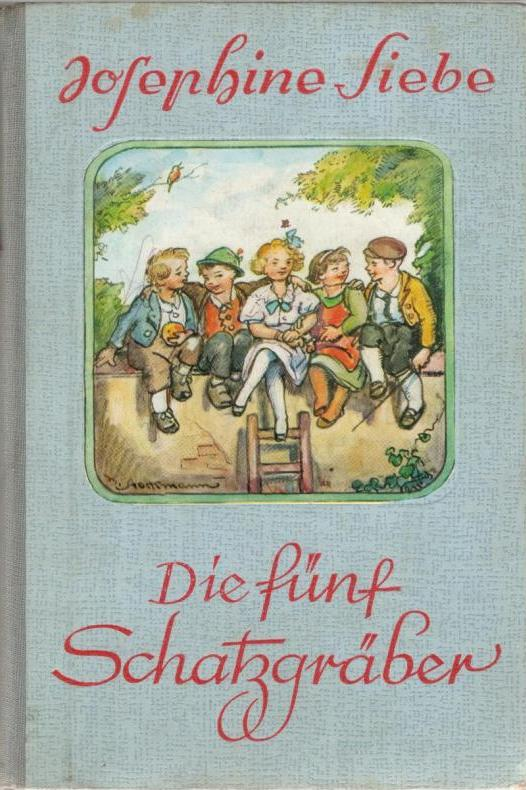
Й.Зибе Пять кладоискателей

Йозефина Зибе (нем. Josephine Siebe: 10 ноября 1870, Лейпциг — 26 июля 1941, Лейпциг) — немецкая писательница и редактор, автор многочисленных книг для детей и девочек-подростков, в том числе и книжных серий.

## Жизнь и творчество
В течение многих лет Йозефина Зибе была руководителем по печати в приложении для женщин, выходившем при газете «Лейпцигский ежедневник» (Leipziger Tageblatts) и в женском отделе издания «Вселенная рекламы» (Reclams Universum). Как литератор, первых успехов она достигла своими книжными сериями для детей, в которых действие происходит в деревнях или небольших городках. Однако большая известность пришла к ней после выхода в свет написанных ею семи книг о Касперле и его приключениях (1921—1930, переиздаются в Германии вплоть до наших дней). У Й. Зибе Касперль — не ожившая деревянная кукла (как Буратино-Пиноккио), он родился на некоем острове Касперль, в ином мире. На этот остров и возвращается Касперль в пятой книге серии после длительных путешествий. Тема оживших, милых, с человеческой душой кукол и игрушек-животных делало произведения писательницы особенно трогательными и читаемыми.
Кроме серии о Касперле, Й. Зибе является автором исторических романов для юношества, книг о животных и игрушках, книг для девочек и др. Её произведения переводились и издавались на ряде европейских языков: испанском, португальском, английском, голландском, финском, французском, польском и шведском. Книги были богато иллюстрированы лучшими художниками в этой области искусства: Германом Штоксаном, Фрицем Баумгартеном, Эрнстом Куцером и др. Й. Зибе является автором более чем 70 литературных произведений для детей, написанных между 1900-м и 1940-м годами.

## Сочинения (избранное)

### Сельские истории
- Оберхойдорфские истории о мальчишках и девчонках (Oberheudorfer Buben- und Mädelgeschichten; 1908)
- Оберхойдорфцы в городе (Die Oberheudorfer in der Stadt; 1914)
- Трое из Оберхойдорфа (Drei aus Oberheudorf; 1932)
- Роза, липа и серебряная звезда (Rose, Linde und Silberner Stern; 1917)
- Пять кладоискателей (Die fünf Schatzgräber; 1928)
- Шельма из Штейнаха (Die Schelme von Steinach; 1916)
- Вокруг Вороньего замка (Rund um die Rabenburg; 1919)
- Новая родина (Die neue Heimat; 1924)
- Сожжённые принцессы (Die verbrannten Prinzessinnen; 1930)
- Семь путешествий Михеля по свету (Maxels sieben Reisen in die weite Welt; 1939)

### Сказки о животных и игрушках
- В заячьей волшебной стране (Im Hasenwunderland; 1910)
- Бимбо (Bimbo; 1937)
- Лохмотье и петля (Lump und Schlingel; 1934)
- Книга мишки Тедди (Das Teddybuch; 1924)
- Шесть братьев-медведей (Sechs Bärenbrüder; 1927)

### Касперле-серия
- Касперль путешествует (Kasperle auf Reisen; 1921)
- Касперль в замке Выше-Всех (Kasperle auf Burg Himmelhoch; 1922)
- Приключения Касперля в городе (Kasperls Abenteuer in der Stadt; 1923)
- Касперль в Швейцарии (Kasperles Schweizerreise; 1925)
- Касперль в стране Касперля (Kasperle im Kasperland; 1926)
- Касперль вернулся (Kasperle ist wieder da; 1928)
- Шутки и проделки Касперля (Kasperles Spiele und Streiche; 1930)

### Книги для девочек
- Чашка короля (Die Tasse des Königs; 1916)
- Золотой мост (Die goldene Brücke; 1918)
- Когда ещё ездила почтовая карета (Als noch die Postkutsche fuhr; 1921)
- Ясным днём (Im hellen Tal; 1923)
- Лена Келлерман (Lene Kellermann; 1925)
- Дети Дитера и другие рассказы (Die Dietrichskinder und andere Erzählungen; 1926)
- Огонь любви (Liebesfeuer; 1926)
- Анна Сабина и её сёстры (Anna Sabine und ihre Schwestern; 1929)
- Ведьмочка погоды (Das Wetterhexlein; 1929)
- Дом в лесу (Das Haus im Walde; 1931)

### Исторические произведения
- Немецкая молодёжь в трудные времена (Deutsche Jugend in schwerer Zeit; 1904)
- Искатели родины (Heimatsucher; 1911)
- Книжка славы (Das Ruhmesbüchlein; 1913)
- Мальчишки из Штейнберга (Die Jungen von Steinberg; 1933)
- Немецкое сердце во вражеском платье (Deutsches Herz im welschen Kleid; 1915)
- Маленькая мамзель Пфефферкраут (Die kleine Mamsell Pfefferkraut; 1923).